# CêlaVíta
CêlaVíta te Wezep in Gelderland was een leverancier van geschilde aardappels. Ook wordt er patat frites gemaakt en verschillende soorten verpakte krieltjes. Daarnaast fabriceert het bedrijf voorgestoomde aardappelproducten als stamppot-aardappelen, snelkookaardappelen en aardappelpuree.
CêlaVíta is in 1967 als Vita begonnen met het wassen, sorteren en verpakken van consumptieaardappels. In 1972 kwam daar het verwerken van krielaardappels voor menselijke consumptie bij; voordien werden die voornamelijk gebruikt als veevoer. Het bedrijf had in 2010 een marktleidende positie op het gebied van geschilde aardappelproducten.
De fabriek was sinds 1970 eigendom van Agrico. Medio 2005 werd ze, als zelfstandige B.V., verkocht aan de Bieze Food Groep B.V., die onderdeel is van de Duitse Wernsing Groep. In juli 2012 werd het bedrijf gekocht door de Canadese onderneming McCain Foods Limited. In 2024 werd CêlaVíta gekocht door de Nederlandse investingsmaatschappij Nimbus.
Op 12 augustus 2025 werd het faillissement aangevraagd. Hiermee verloren ongeveer 215 medewerkers hun baan.